# ㅌ

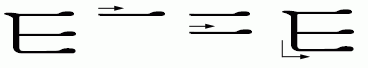
筆順

ㅌは、ハングルを構成する子音字母のひとつ。12番目の字母（『訓民正音』当時は最初の「ㄱ」から濃音を含めなければ5番目、濃音も含めれば7番目、『訓蒙字会』では10番目、1751年の『三韻声彙』では現在の「ㅋ」と順序が逆の11番目）。名称はティウッ（티읕）。
左上が繋がっていない  の字形も北朝鮮を中心にしばしば用いられる。

## 音声
舌端を歯茎に密着させて閉鎖を作り、一旦、空気の流れを完全に塞いだ後、呼気と共に開放することによって作り出される有気歯茎破裂音を表す。朝鮮語の破裂音には帯気するかそうでないか、喉頭緊張（テンス）を伴うかそうでないかによって三系統が存在する。この字母は帯気を伴う激音を表しており、音素記号は/tʰ/などで表される。
語頭の初声では有気歯茎破裂音[tʰ]で発音される。
語末や無声子音の前の終声では、閉鎖したまま開放しない内破音[t̚]、つまり終声の/ㄷ/で発音される。ただし、終声に母音が続く場合は初声化するので有気歯茎破裂音[tʰ]となる。
訓民正音によれば、次清であるため、終声に用いれば「入声」となるとされていた。訓民正音創製当時の中期朝鮮語以来、終声ㅌの音は終声ㄷと同じ[t]で変わっていないが、1930年の諺文綴字法以前の終声表記については、表記としての終声ㅌが登場するのは一部の資料に限られており、実際の発音に合わせてㄱ・ㄴ・ㄷ・ㄹ・ㅁ・ㅂ・ㅅ・ㆁ（後にㅇと書かれるようになる）の8種類のみが用いられることが多く、更に近世朝鮮語で終声ㅅが[s]から[t]へと発音が変わり、ㄷ音の終声の表記もㅅに統一されㄷが使用されなくなる傾向が見られるようになった。それによれば現代の終声ㅌに相当するものは中期朝鮮語でㄷ、近世朝鮮語でㅅと書かれた。1930年の諺文綴字法で形態主義的表記法の導入のため、ㅌを含む激音や濃音などの字母が終声表記に認められた。
| 音価 | 終声字                     | 複合終声字           | 複合終声字 |
| 音価 | 終声字                     | 前                   | 後         |
| ---- | -------------------------- | -------------------- | ---------- |
| ㄱ   | ㄱ, ㅋ, ㄲ                 | ㄳ                   | ㄺ         |
| ㄷ   | ㄷ, ㅅ, ㅆ, ㅈ, ㅊ, ㅌ, ㅎ |                      |            |
| ㅂ   | ㅂ, ㅍ                     | ㅄ                   | (ㄼ), ㄿ   |
| ㄹ   | ㄹ                         | ㄼ, ㄽ, ㄾ, ㅀ, (ㄺ) |            |
| ㄴ   | ㄴ                         | ㄵ, ㄶ               |            |
| ㅁ   | ㅁ                         |                      | ㄻ         |
| ㅇ   | ㅇ                         |                      |            |

## 訓民正音
訓民正音初声体系では次清の舌音に分類されており、訓民正音の世宗序では「舌音如呑字初發聲」と規定されている。その字形は『訓民正音解例』制字解によるとㄷに筆画を加えて作った加画字とされる。
『訓蒙字会』（1527年）では初声独用8字に含まれており、ティ（티、治）と名付けられていた。ティウッという名称は1933年の朝鮮語綴字法統一案で名付けられた。

## ラテン文字転写
文化観光部2000年式ではt、マッキューン＝ライシャワー式ではt'と表記される。終声はどちらの方式でもtと表記される。

## 文字コード
| 名称                     | 用途   | コード | HTML実体参照コード | 表示 |
| HANGUL LETTER THIEUTH    | 単体   | U+314C | &#12620;           | ㅌ   |
| HANGUL CHOSEONG THIEUTH  | 初声用 | U+1110 | &#4368;            | ᄐ   |
| HANGUL JONGSEONG THIEUTH | 終声用 | U+11C0 | &#4544;            | ᇀ     |